# Dendroforowie

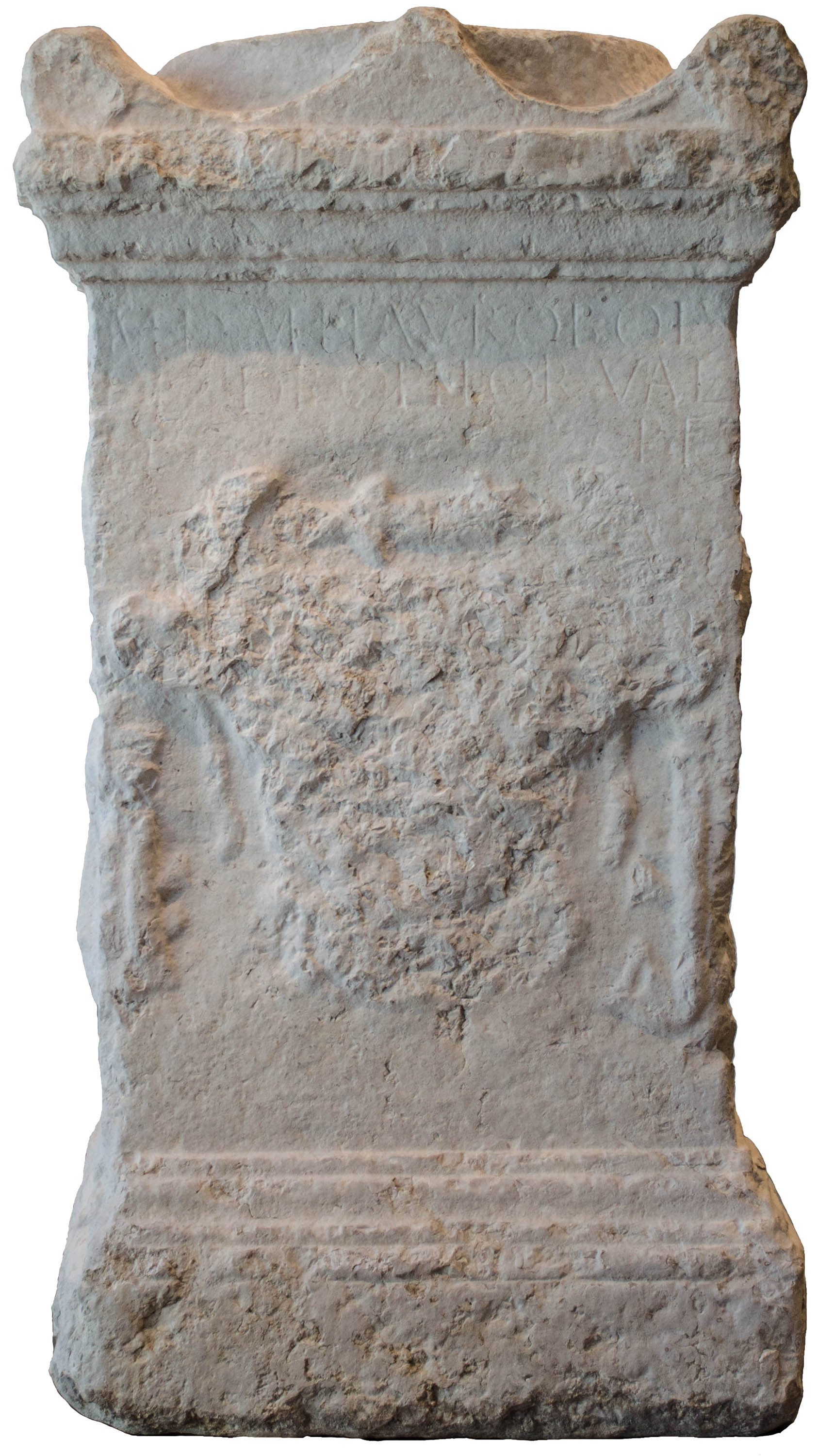
Ołtarz ofiarny dendroforów z galijskiej Valentii z inskrypcją wotywną

Dendroforowie (łac. dendrophŏri, lp dendrophorus od gr. δενδροϕορέο – nosić gałęzie; δένδρον – drzewo i ϕόρος – niosący) – uczestnicy religijnych obrzędów ku czci niektórych bóstw w starożytnym Rzymie; także członkowie zawodowych stowarzyszeń rzemieślniczych związanych z obróbką drewna.

## W aspekcie kultowym
Nazwa ta odnosi się zazwyczaj do uczestników obrzędów procesyjnych ku czci bóstw obcych – przede wszystkim Kybele i Attysa, niosących wyrwane z korzeniami symboliczne drzewa przybrane wstęgami. Wnoszona ceremonialnie do miasta wyrwana sosna odgrywała istotną rolę w rytuale związanym z ponawiającą się śmiercią Attysa i jego radosnym odrodzeniem. Ceremonie te odbywały się podczas corocznych uroczystości przypadających w dniach 22-25 marca, lecz również podczas tzw. taurobolium, polegającego na składaniu obojgu bóstwom krwawej ofiary ekspiacyjnej z byka (niekiedy z baranów i kóz), połączonej ze skrapianiem się krwią zwierzęcia. Podczas głównych, czterodniowych uroczystości, tak zwane dendrophoria odbywano w drugim dniu obchodów.
W Rzymie nazwa ta uległa przeniesieniu i do innych obcych kultów, w których podczas uroczystości podobnie noszono gałązki drzew – jak np. ku czci Dionizosa i Demeter. Odnoszono ją jednak nawet do rzymskiego Sylwana, który w kulcie bachicznym wyobrażany był z gałęzią lub pniem cyprysu.

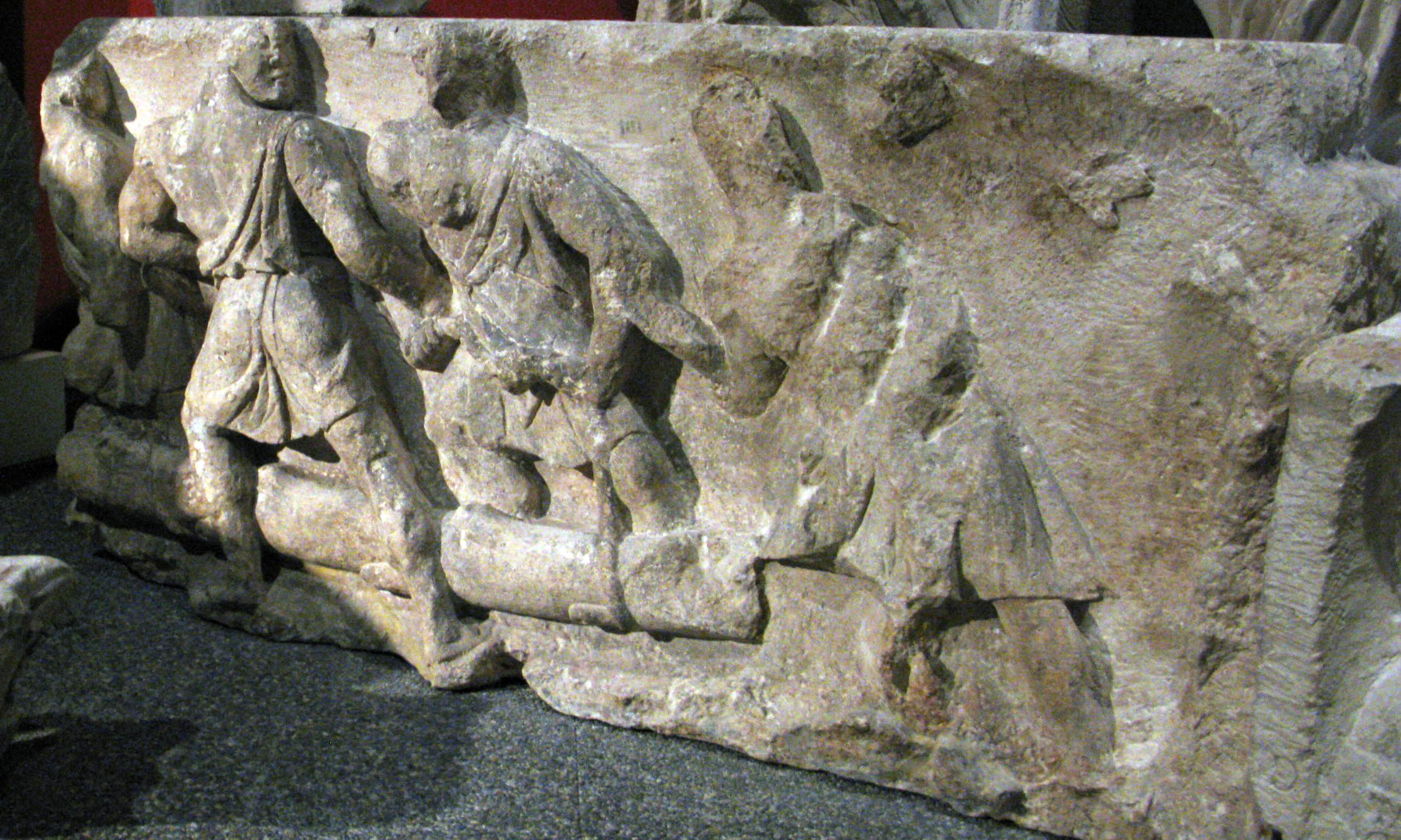
Wapienny relief z Bordeaux przedstawiający dendroforów (II-III w.)

## W aspekcie społecznym
Niezależnie od pojęcia kultowego mianem tym określano również zrzeszonych w osobnej korporacji rzemieślników zajmujących się dostarczaniem drewna na potrzeby produkcji i handlu (jako materiału budowlanego, stolarskiego, do produkcji węgla drzewnego). Ich wygląd i pracę przedstawia wapienna płaskorzeźba z Galii, ukazująca kilka ubranych w robocze tuniki postaci dźwigających pień świeżo ściętego drzewa. Greckopochodna nazwa miała wywodzić się od stałego uczestnictwa w procesji noszenia świętej sosny w kulcie Attysa i Kybeli. W zachodnich prowincjach cesarstwa zrzeszenia dendroforów najczęstsze były właśnie w Galii, zarówno wskutek niezwykłego rozpowszechnienia tam kultu Wielkiej Matki (Magna Mater) Kybele, jak i silnego wpływu rzymskich obyczajów społecznych; tłumaczy to nagromadzenie związanych z nimi zabytków (ołtarze, stele nagrobne).
W czasach największej aktywności dendroforowie skupiali się w tzw. kolegiach, będących tym samym odpowiednikiem zarazem cechów i bractw religijnych (jako collegiati lub corporati). Dokładne szczegóły ich działalności są jednak wciąż mało poznane. Wiadomo m.in., że wraz z rzemieślnikami z podobnych zawodów (jak np. fabri – pracownicy budowlani) zajmowali się z racji swych umiejętności i wyposażenia (siekiery, drabiny) również gaszeniem pożarów. Wymienieni są w stu kilkudziesięciu inskrypcjach rzymskich, poczynając od okresu Flawiuszów aż do schyłku III wieku.